# Aka-Cari jezik
Aka-Cari jezik (Cari, Chariar; ISO 639-3: aci), jedan od četiri jezika sjeverne skupine velikoandamanskih jezika koji se govorio na sjevernoj obali otoka Sjeverni Andaman, otoku Landfall, i još nekim manjim susjednim otočićima u Andamanima, Indija.. 
Pripadnici etničke grupe zovu se Aka-Čari (Aka-Cari). Izumro je.

## Vanjske poveznice
- Ethnologue (14th)
- Ethnologue (15th)